# Jinju
Jinju (hangul: 진주시, hanja: 晋州市) är en stad i provinsen Södra Gyeongsang i Sydkorea. Invånarantalet var 352 754 i slutet av 2020, varav 281 139 invånare bodde i själva centralorten.
Centralorten, med en yta av 73,64 km², delas administrativt in i 14 stadsdelar (dong):
Cheonjeon-dong,
Chojang-dong,
Chungmugong-dong,
Gaho-dong,
Hadae-dong,
Ihyeon-dong,
Jungang-dong,
Panmun-dong,
Pyeonggeo-dong,
Sangbong-dong,
Sangdae-dong,
Sangpyeong-dong,
Seongbuk-dong och
Sinan-dong.
Ytterområdena, med en yta på 639,19  km², består av en köping (eup) och 15 socknar (myeon):
Daegok-myeon,
Daepyeong-myeon,
Geumgok-myeon,
Geumsan-myeon,
Ibanseong-myeon,
Ilbanseong-myeon,
Jeongchon-myeon,
Jinseong-myeon,
Jiphyeon-myeon,
Jisu-myeon,
Micheon-myeon,
Munsan-eup,
Myeongseok-myeon,
Naedong-myeon,
Sabong-myeon och
Sugok-myeon.